# Ostenda
Ostenda (in olandese Oostende; in francese Ostende) è una città portuale belga di 70 274 abitanti, situata nella provincia fiamminga delle Fiandre Occidentali e affacciata sul Mare del Nord. Il territorio comunale comprende la città vera e propria e tre città minori, annesse successivamente all'istituzione del comune: Mariakerke, Stene e Zandvoorde.

## Storia
Ostenda è la città principale sulla costa belga. In tempi antichi non era altro che un piccolo villaggio di pescatori costruito sulla sponda orientale (in olandese: oost-einde) di un'isola (chiamata Testerep), posta fra il Mare del Nord e un lago costiero. Benché piccolo, il villaggio guadagnò lo status di 'città' intorno al 1265, quando agli abitanti fu permesso di tenere un regolare mercato.
La principale fonte di introiti era naturalmente la pesca. La costa del mare del Nord è sempre stata abbastanza instabile e nel 1395 gli abitanti decisero di costruire una nuova Ostenda alle spalle di grandi dighe e lontana dalla minaccia del mare. La posizione strategica sul Mare del Nord ha dato un grande vantaggio a Ostenda, come porto, ma si è anche rivelata fonte di problemi. La città venne spesso presa, distrutta e saccheggiata dalle armate conquistatrici. Dopo quest'epoca Ostenda si tramutò in un porto di una certa importanza. Nel 1722 gli olandesi chiusero l'entrata del porto di Anversa, e di conseguenza Ostenda crebbe in importanza perché forniva un accesso alternativo al mare.
I Paesi Bassi Meridionali (l'odierno Belgio) erano diventati parte della Monarchia Asburgica. L'imperatore Carlo VI d'Asburgo concesse alla città il monopolio del commercio con l'Africa e l'Estremo Oriente. All'Oostendse Compagnie (la compagnia commerciale di Ostenda) venne permesso di fondare colonie oltremare. Comunque, nel 1727 la Oostendse Compagnie venne costretta a cessare le sue attività a causa della pressione olandese e britannica. I Paesi Bassi e la Gran Bretagna non permettevano ai concorrenti di agire a livello dei traffici internazionali, ma le nazioni consideravano il commercio internazionale come loro privilegio.
In tempi successivi il porto di Ostenda continuò ad espandersi grazie al miglioramento della struttura portuale e dei collegamenti con l'interno. Nel 1838 venne costruito un collegamento ferroviario con Bruxelles. Ostenda divenne un porto di transito per l'Inghilterra nel 1846, quando il primo traghetto salpò per Dover. Non svolge più questo ruolo oggi, eccetto per le merci, come punto alternativo di attraversamento della Manica, rispetto a Calais, in Francia. Molto importante per l'immagine della città fu l'attenzione che ricevette dai re belgi Leopoldo I e Leopoldo II. Entrambi amavano passare le vacanze a Ostenda. Importanti monumenti e ville vennero costruiti per compiacere la famiglia reale. Il resto dell'aristocrazia belga li imitò subito e Ostenda divenne nota come «la regina delle località di mare belghe».

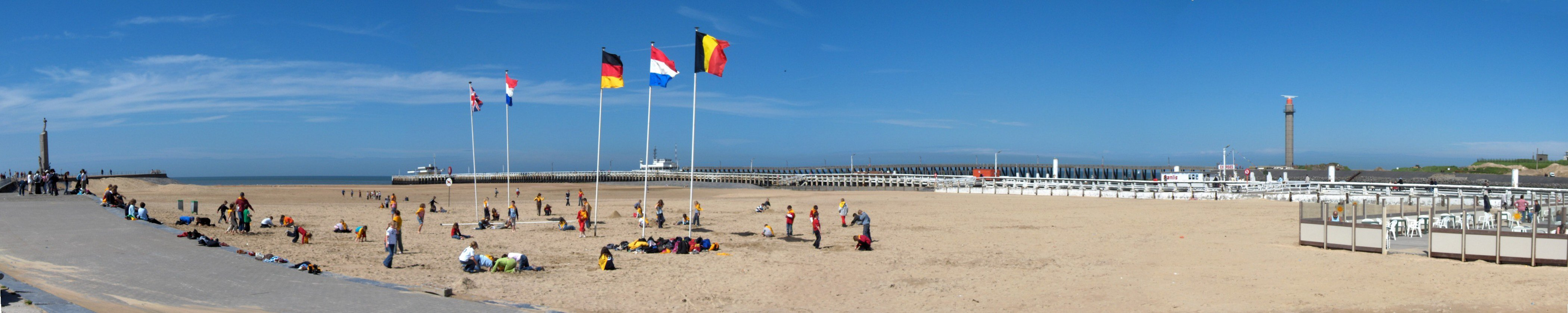
Panoramica della spiaggia e del lungomare.

## Turismo
Luoghi di interesse sono il Casinò e il forte Napoleone. La città è gemellata con Banjul.

## Infrastrutture e trasporti

### Aeroporti
La città di Ostenda è servita dall'Aeroporto di Ostenda, che viene servito principalmente da compagnie aeree low-cost e cargo.

## Bandiera

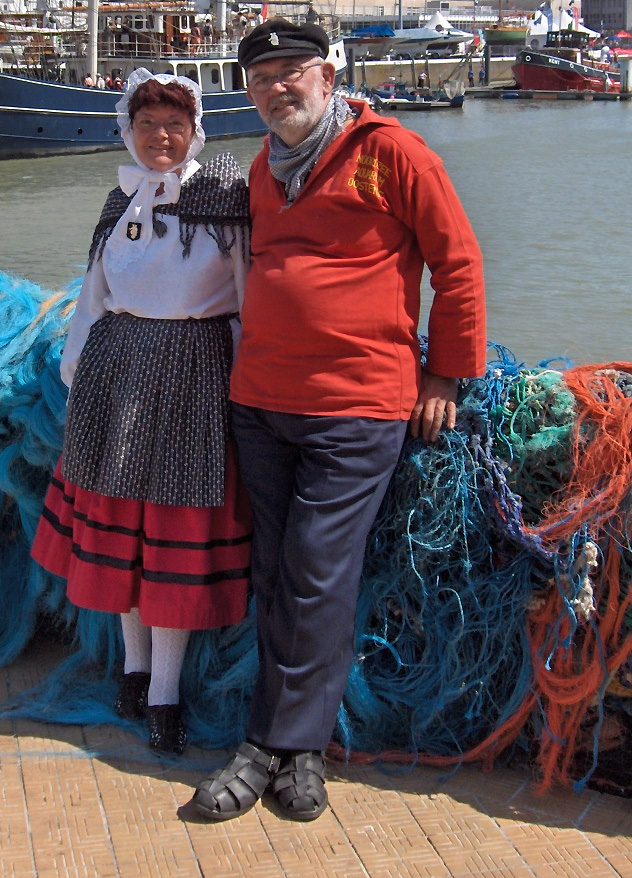
Tipici abiti da pescatori dei primi del XX secolo.

La bandiera della città ha i colori rosso (sopra) e giallo (sotto).

## Monumenti
- Lange Nelle
- La Peperbusse

## Società sportive
- K.V. Oostende (calcio)
- Basket Club Oostende (pallacanestro)